# Xuân Hải, Nghi Xuân
Xuân Hải là một xã thuộc huyện Nghi Xuân, tỉnh Hà Tĩnh, Việt Nam.

## Địa lý
Xã Xuân Hải có diện tích 5,64 km², dân số năm 1999 là 4.837 người, mật độ dân số đạt 858 người/km².

## Lịch sử
Ngày 18 tháng 7 năm 2024, HĐND tỉnh Hà Tĩnh ban hành Nghị quyết số 188/NQ-HĐND về việc thành lập thôn Dương Phòng Lục trên cơ sở thôn Dương Phòng và thôn Hải Lục.